# Wairarapa (Schiff)
Die Wairarapa war ein 1882 in Dienst gestelltes Passagierschiff der neuseeländischen Reederei Union Steam Ship Company, das für den Passagierverkehr zwischen Neuseeland und Australien eingesetzt wurde. Am 29. Oktober 1894 rammte die Wairarapa an der Nordspitze der Great Barrier Island in dichtem Nebel und bei schwerer See ein Riff und sank. Durch die widrigen Umstände kamen 121 der 251 Passagiere und Besatzungsmitglieder an Bord ums Leben.
Der Untergang der Wairarapa ist eine der bekanntesten Schifffahrtskatastrophen Neuseelands und in Hinblick auf die Zahl der Todesopfer nach der HMS Orpheus (1863) mit 189 Toten und der Tararua (1881) mit 131 Toten das drittgrößte Schiffsunglück in der Geschichte des Landes. Außerdem ist ihr Untergang das siebtgrößte Desaster Neuseelands im Allgemeinen.

## Das Schiff

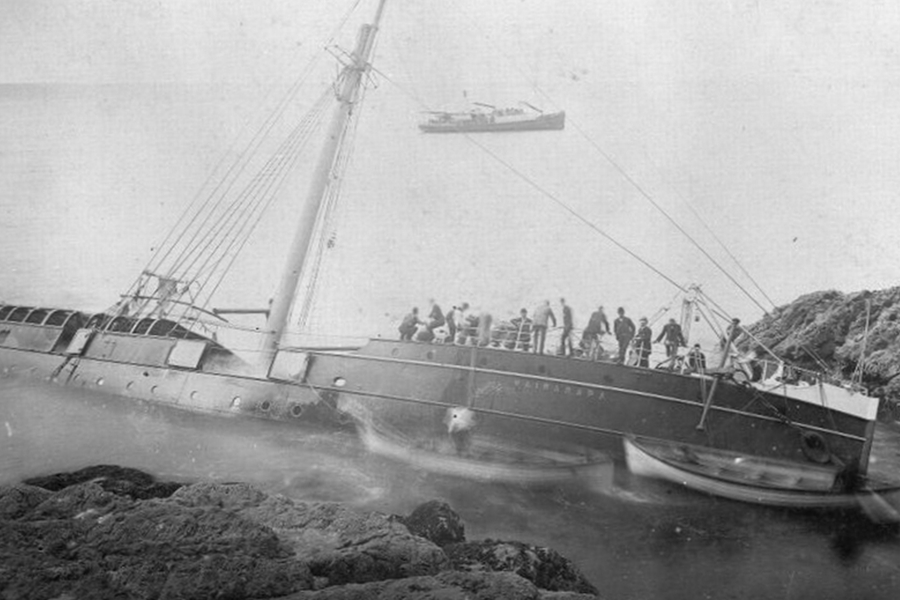
Das Wrack der Wairarapa nach dem Unfall

Das 1.786 BRT große Dampfschiff Wairarapa wurde 1882 in Dumbarton (Schottland) auf der Werft William Denny and Brothers gebaut und lief am 19. Mai 1882 auf dem Clyde vom Stapel. Die Wairarapa war 86,92 Meter lang, 11,15 Meter breit und hatte einen maximalen Tiefgang von 5,79 Metern. Die zweizylindrige Verbunddampfmaschine trieb einen einzelnen Propeller an und leistete 2.000 nominale Pferdestärken. Die Fertigstellung erfolgte am 3. Juli 1882.
Sie wurde für die 1875 gegründete neuseeländische Reederei Union Steam Ship Company (USS Co.) gebaut, die Teil des Konzerns New Zealand Ltd. mit Sitz in Dunedin war. Sie lief im Mai desselben Jahres vom Stapel und war Teil einer kleinen Flotte von Luxusdampfern, die die Tasmansee kreuzten und Passagiere und Fracht von Auckland (Neuseeland) nach Sydney (Australien) brachten. Sie galt als Stolz der Reederei.
Die Union Steam Ship Company war die erfolgreichste Reederei Neuseelands und existierte bis zum Jahr 2000. Die Wairarapa wurde nach der gleichnamigen Region auf der neuseeländischen Nordinsel benannt. Im Herbst 1894 stellte die Wairarapa einen Rekord für die schnellste Überfahrt eines Passagierschiffs in der Tasmansee auf. Während ihrer Dienstzeit kam es wiederholt zu Unfällen, zum Beispiel am 20. Februar 1884, als sie während eines Rennens bei der Rekordgeschwindigkeit von 16 Knoten Fahrt mit dem Dampfer Adelaide zusammenstieß oder am 1. November 1885, als sie auf einer Überfahrt von Napier nach Gisborne Feuer fing. Der Schaden belief sich auf eine Summe von 6.000 Pfund. Bei beiden Zwischenfällen war kein Personenschaden zu beklagen.

## Die letzte Fahrt
Am Mittwoch, dem 24. Oktober 1894 um 18.00 Uhr lief die Wairarapa in Sydney unter dem Kommando von Kapitän John S. McIntosh zur Rückfahrt ins 2.000 Meilen entfernte Auckland aus. An Bord befanden sich 186 Passagiere und 65 Besatzungsmitglieder. Zur Fracht gehörten unter anderem 16 Pferde und mehrere Schafe. Vier Tage nach der Abfahrt, am Morgen des 28. Oktober bei Beginn der Morgendämmerung, hatte das Schiff die Küste der neuseeländischen Nordinsel erreicht. Auf der Höhe von North Cape schlug das Schiff einen südöstlichen Kurs ein, der es nun an der Westküste der Nordinsel in Richtung Auckland führen sollte. Im Verlauf des Tages geriet das Schiff in einen schweren Sturm, der von dichtem Nebel begleitet wurde. Kapitän McIntosh, der als fähig und zuverlässig galt, ließ die Geschwindigkeit der Wairarapa nicht verringern, sondern behielt die bisherigen 13 Knoten bei. Einige Passagiere und Besatzungsmitglieder zeigten sich deshalb besorgt und baten um eine Reduzierung der Geschwindigkeit, was von der Schiffsführung nicht umgesetzt wurde.
Eine Kompassüberprüfung und eine Koppelnavigation wurden fehlerhaft oder gar nicht ausgeführt, was zu einer Abweichung des Kurses von etwa 10 bis 15 Meilen führte. Die Wairarapa schlug anstatt der eigentlich vorgesehenen östlichen Richtung einen westlichen Kurs Richtung Hauraki Gulf ein, was sie der Küste der Inselgruppe Poor Knights Islands näher brachte. Das Schiff befand sich dem Land wesentlich näher, als man auf der Kommandobrücke annahm.
Um Mitternacht fand der Wachwechsel zwischen den Wachleuten des Ausgucks statt. Nur wenige Minuten später, um 00.08 Uhr am 29. Oktober, rammte die Wairarapa bei fast voller Geschwindigkeit ein Unterwasserriff vor dem Kap Miners Head an der Nordspitze der Nordinsel. Die Maschinen wurden auf volle Geschwindigkeit zurückgestellt, aber der Dampfer blieb auf den Felsen sitzen und wurde von den hohen Wellen hin und her geworfen. Sofort drang Wasser durch die Löcher im Schiffsrumpf ein. Mehr als 200 Meter hohe Klippen überragten das Schiff.
Es brach umgehend große Panik aus, die Menschen strömten aus ihren Kabinen an Deck und auf dem Bootsdeck herrschten Verwirrung und Angst. Das Schiff bekam eine starke Schlagseite, wodurch viele Menschen kaum Halt fanden, abglitten und von den Wogen über Bord gespült wurden. Viele Männer schubsten Frauen und Kinder zur Seite und stürmten die Rettungsboote, von denen kaum welche ordnungsgemäß zu Wasser gelassen werden konnten. Einige prallten gegen die Schiffswand, andere kenterten nach dem Herablassen und gingen unter. Eines der Boote verschwand und wurde nie wieder gesehen. Nur zwei Boote mit etwa 50 Personen wurden sicher zu Wasser gelassen und entkamen.
Viele Passagiere konnten nicht schwimmen und ertranken bei dem Versuch, das nahe Ufer zu erreichen. Zahlreiche Menschen kletterten aus Angst vor dem Ertrinken die Takelage des Schiffs hinauf. Um etwa 03.30 Uhr schlug ein Brecher gegen die Brücke, zerstörte sie und nahm alle Anwesenden mit sich, darunter Kapitän McIntosh. Bei Tagesanbruch bot sich ein schrecklicher Anblick. Die Wairarapa saß mit schwerer Schlagseite nach Backbord auf dem Riff fest und war umgeben von Trümmern, Leichen und toten Pferden. Viele Passagiere hielten sich noch immer an Seilen und Segeln fest.
Ein einziges Rettungsboot erreichte das Land und schaffte es in das von Māori bewohnte Dorf Ngati Wai Māori in der Bucht Katherine Bay. Von dort aus kamen einige Dorfbewohner etwa 30 Stunden nach der Kollision mit den Klippen den Schiffbrüchigen zu Hilfe. Ein Steward konnte eine Leine zwischen dem Ufer und dem Schiff festmachen, wodurch mehrere Dutzend Passagiere gerettet werden konnten. Die damals einzige Verbindung zur Insel waren wöchentlich eintreffende und wieder auslaufende Schiffe, daher dauerte es volle drei Tage, bis die Nachricht von dem Unglück Auckland erreichte, wo die Wairarapa erwartet wurde. Von den 251 Menschen an Bord starben 121 Menschen (101 Passagiere und 20 Besatzungsmitglieder). Der größte Teil der Frauen und Kinder kam ums Leben.

## Folgen
Eine gerichtliche Untersuchung des Unglücks, die Mitte Dezember 1894 abgeschlossen wurde, kam zu dem Ergebnis, dass die Schuld an dem Unfall dem Kapitän und der Besatzung zu Lasten zu legen sei. Navigationsfehler sowie das Nichtbeachten der Strömung und ein falscher Kurs hatten zu dem Unfall geführt. Dem Ersten Offizier A. S. Moyes, der den Untergang überlebt hatte, wurde Fahrlässigkeit vorgeworfen. Es wurde auch kritisiert, dass es keine Rettungsübungen gegeben hatte und Passagiere und Besatzung auf ein solches Ereignis nicht ausreichend vorbereitet waren.
Die Stewardess Annie McQuaid wurde postum mit einer Ehrenmedaille für Tapferkeit ausgezeichnet, weil sie einem Kind eine Schwimmweste umgebunden und versucht hatte, es zu retten. Beide waren ertrunken. Alle drei Stewardessen der Wairarapa, Charlotte McDonald (34), Annie McQuaid (27) und Elizabeth Grindrod (34), waren ums Leben gekommen. Die Union Steam Ship Company errichtete zu ihren Ehren ein Denkmal. Der Schiffsfotograph David Alexander De Maus (1847–1925) stellte eine Bildmontage mit einem Gemälde des Untergangs der Wairarapa her, in das er Bildausschnitte des Denkmals und Porträts der drei Frauen einfügte.
Die Wairarapa-Tragödie fand Eingang in die neuseeländische Folklore und wurde in zahlreichen Erzählungen verarbeitet. Das Wrack (Position 36° 4′ 2,6″ S, 175° 21′ 6,8″ O) ist seit seiner Aufnahme in den Historic Places Act von 1993 denkmalgeschützt und soll außerdem in den Auckland Regional Plan: Coastal aufgenommen werden.